# Hilja Pärssinen
Hilja Amanda Pärssinen, född Lindgren, 13 juli 1876 i Halso, död 23 september 1935 i Helsingfors, var en finländsk politiker och författare. 
Pärssinen verkade som folkskollärare 1896–1907, ursprungligen på Nylands landsbygd, från 1900 i Viborg. Samma år anslöt hon sig till socialdemokratiska partiet, blev ordförande för dess kvinnoförbund 1902 och satt i Finlands lantdag 1907–1917. I mars 1918 blev hon medlem av folkkommissariatet med ansvar för skolärenden men flydde kort därefter till Sovjetryssland. Efter att ha återvänt till Finland 1919 hölls hon fängslad som politisk fånge i över tre år. Hon blev representant för socialdemokraterna i Finlands riksdag 1929. Hon utgav från 1900 sammanlagt tio diktsamlingar under pseudonymen Hilja Liinamaa, av vilka kan nämnas Elämän harha (1917).